# Parterre del Naranjal
El Parterre del Naranjal de los jardines de Versalles fue construido por Jules Hardouin-Mansart entre 1684 y  1688, en reemplazo de la orangerie construida por Luis Le Vau en 1663, incluso antes del inicio de los trabajos del palacio. El parterre alberga en invierno más de 1.500 arbustos, en su mayoría, naranjos (unos 900), pero también laureles, granados o mirtos. Durante los meses de verano, de mayo a octubre, los naranjos y otros árboles son expuestos en la planta baja del invernadero.

## El encanto de los cítricos
El naranjo dulce (Citrus × sinensis) fue introducido en Europa en los siglos XV-XVI. En un inicio, eran un producto caro. Los libros de cocina medievales cuentan exactamente cuántos gajos de naranja tenía derecho un dignatario de visita. Pronto, la naranja se convirtió en la moda de la nobleza y los comerciantes ricos. Para el siglo XVI, los naranjos dulces se habían convertido en comunes y habían asumido importancia comercial en Europa.
En Francia, la primera orangerie fue construida y aprovisionada por Carlos VIII de Francia en el castillo de Amboise. Existe un consenso general de que la llegada del naranjo dulce a Europa estuvo vinculada con las actividades de los portugueses durante el siglo XV y, particularmente, con los viajes de circunnavegación por el este llevados a cabo por Vasco da Gama. Si bien los romanos habían conocido los limones y, probablemente, las naranjas agrias, así como las toronjas, los diferentes tipos (naranjas agrias, limones y naranjas dulces) llegaron a Europa con siglos de diferencia. 
Por medio de la retención de agua y nutrientes y mediante el uso de técnicas de poda, los jardineros franceses fueron capaces de hacer florecer árboles de cítricos durante todo el año, para el deleite de Luis XIV. Los cítricos fueron tomados como temas en la escultura, los mosaicos, bordados, tejidos, pinturas, poemas y canciones a lo largo de la historia y las flores del azahar fueron apreciados como ornamentos florales para las bodas.

## Galería de imágenes

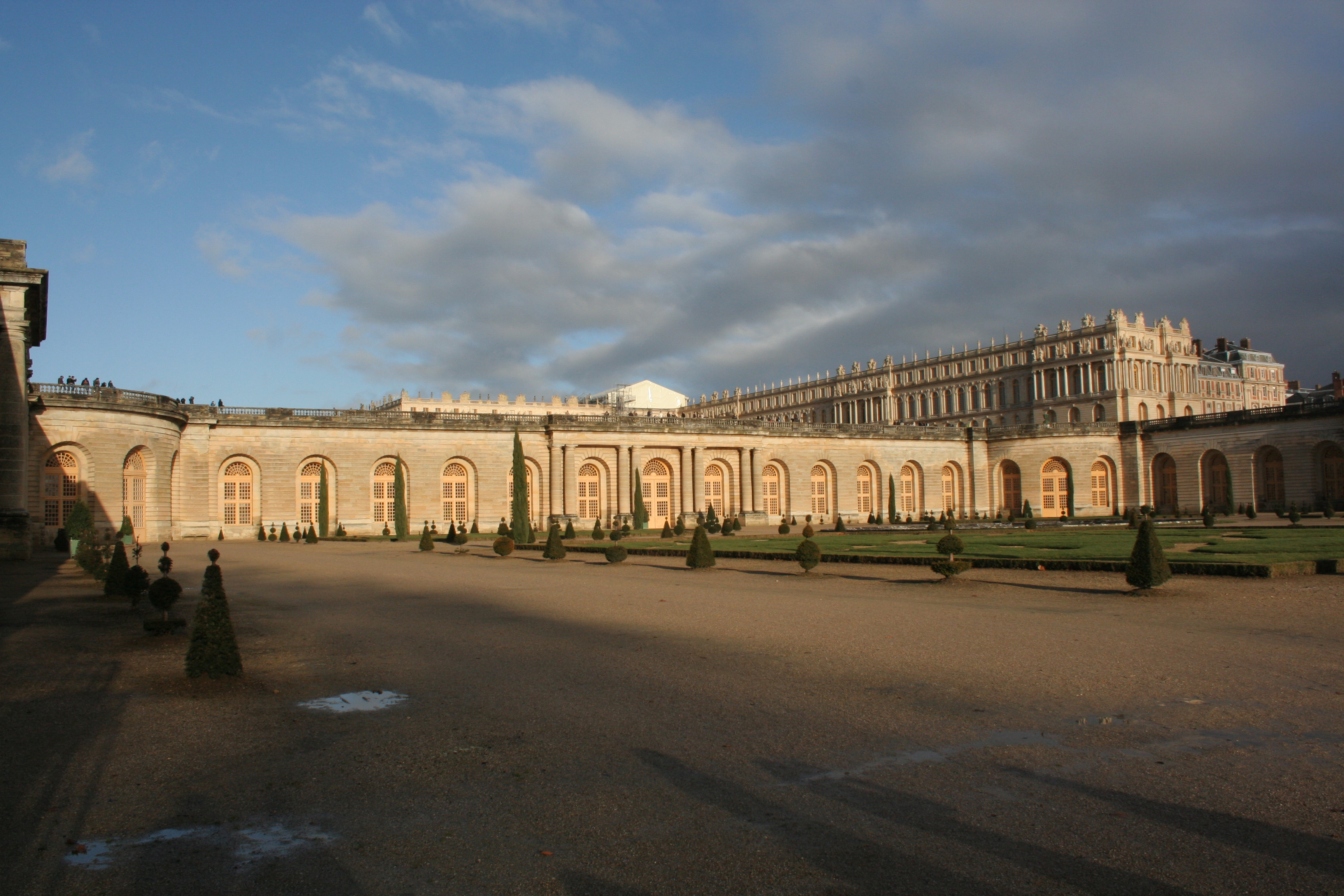
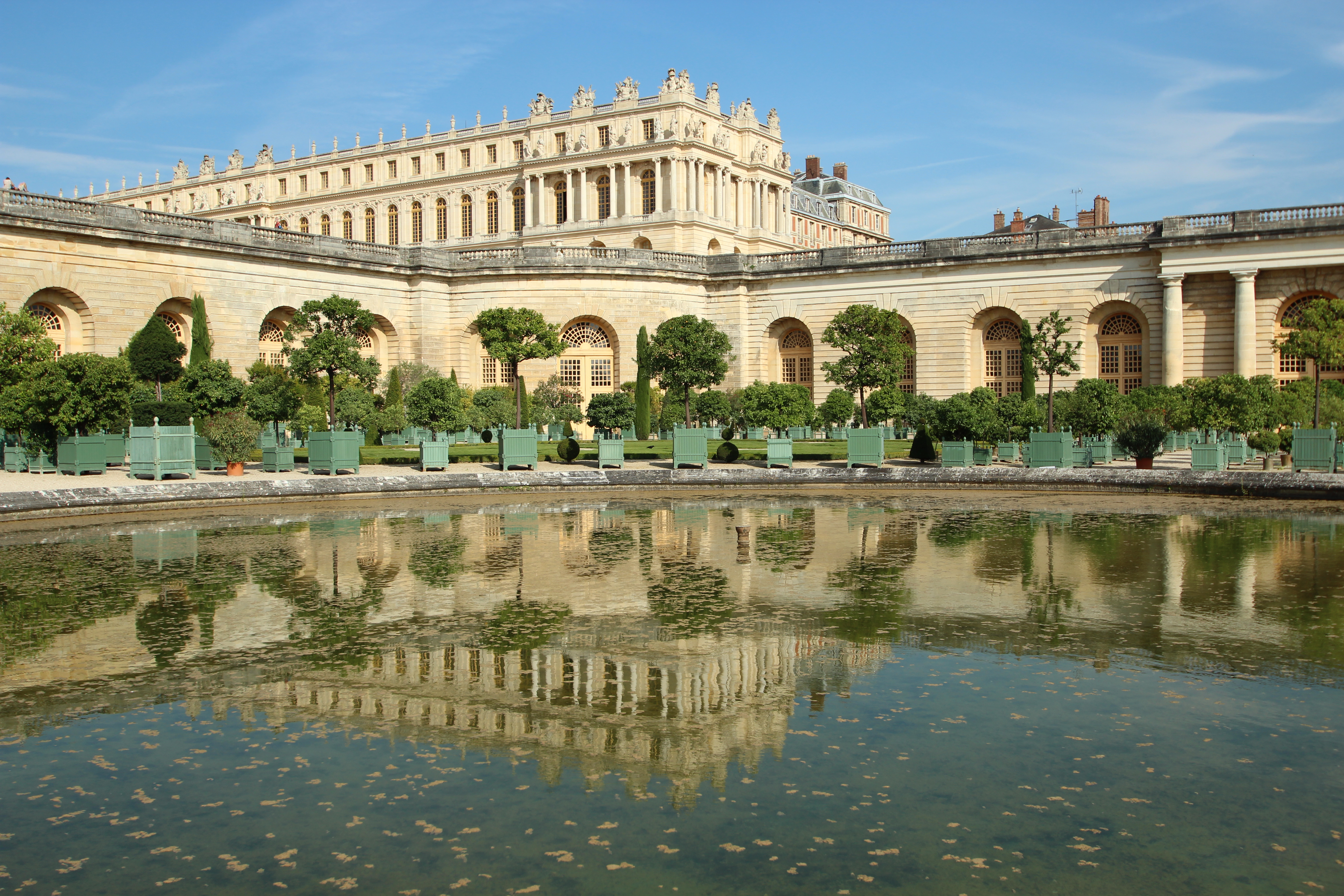
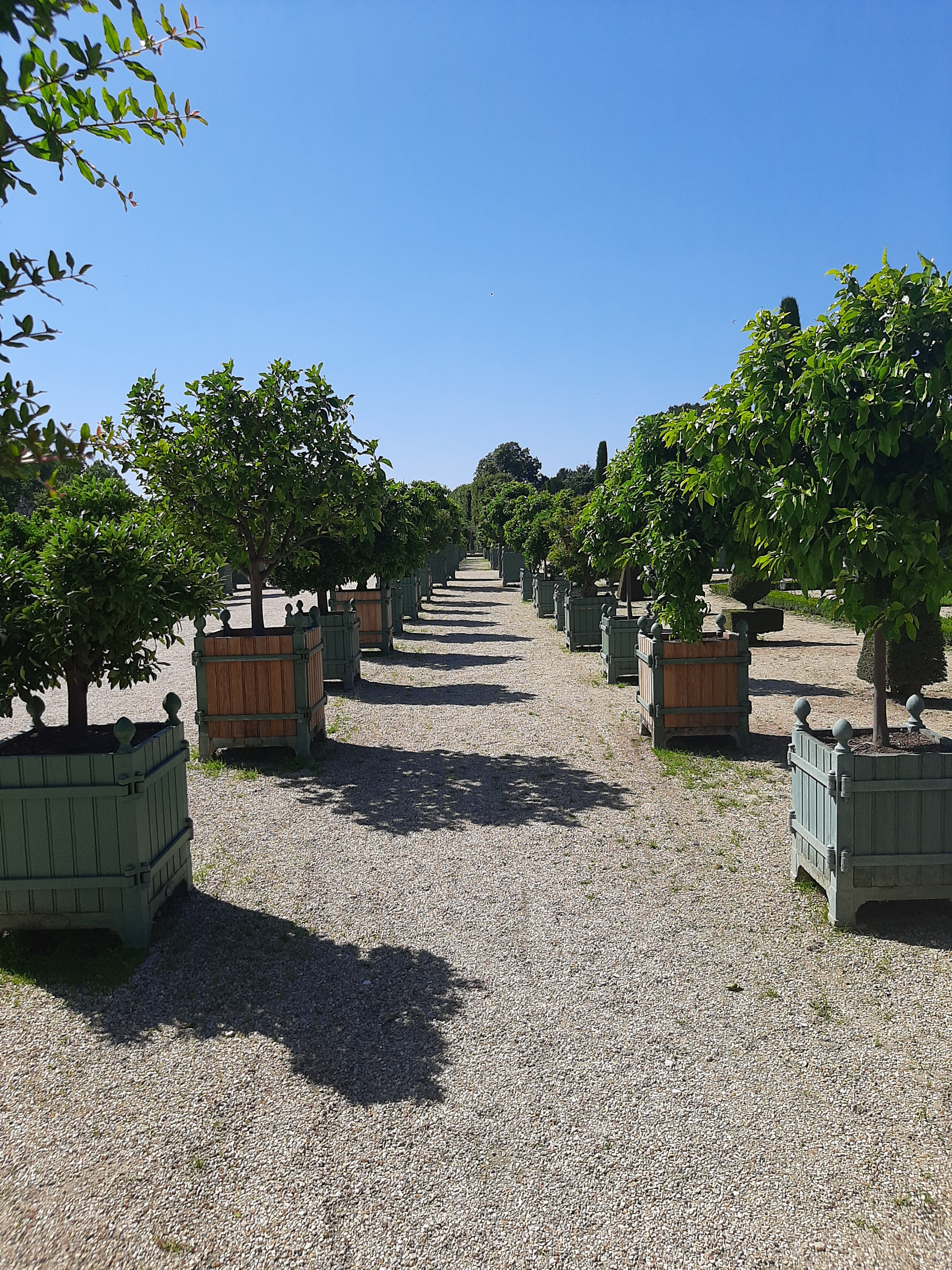